# Handelsministerium
Handelsministerium bezeichnet ein Ministerium für Angelegenheiten bezüglich Handel und Wirtschaft. Vielfach wird diese Funktion vom Wirtschaftsministerium wahrgenommen. In einer Reihe von Regierungen sind diese Ressorts aber getrennt.

## Bestehende Handelsministerien
- Handelsministerium der Volksrepublik China
- Handelsministerium (Iran)
- Handelsministerium der Vereinigten Staaten
- Handelsministerium von Saudi Arabien
- Ministerium für Wirtschaft und Industrie (Japan)
- Ministerium für Handel und Industrie (Namibia)
- Außenhandelsministerium (Nordkorea)
- Ministerstvo průmyslu a obchodu (Tschechien)

## Historische Handelsministerien
- Preußisches Handelsministerium (1713–1938), siehe Liste der preußischen Handelsminister
- Österreichisches Handelsministerium (1848–1987), siehe Wirtschaftsministerium #Österreich
- Industrie- und Handelsministerium der Republik Litauen (1918–1928)
- Handelsministerium der Republik Litauen (1990–1991)
- Ministerium für Außenhandel der DDR (1949–1990)